# A meitnérium izotópjai
A meitnériumnak (Mt) erős radioaktivitása miatt – a többi transzaktinoidához hasonlóan – nincs stabil izotópja, így standard atomtömege nem adható meg.

## Táblázat
| Az izotóp jele | Z(p)                | N(n)                | Az izotóp tömege (u) | felezési idő    | magspin | jellemző izotóp- összetétel (móltört) | természetes ingadozás (móltört) |
| Az izotóp jele | gerjesztési energia | gerjesztési energia | gerjesztési energia  | felezési idő    | magspin | jellemző izotóp- összetétel (móltört) | természetes ingadozás (móltört) |
| -------------- | ------------------- | ------------------- | -------------------- | --------------- | ------- | ------------------------------------- | ------------------------------- |
| 265Mt          | 109                 | 156                 | 265,13615(50)#       | 2# ms           |         |                                       |                                 |
| 266Mt          | 109                 | 157                 | 266,13730(37)#       | 1,2(4) ms       |         |                                       |                                 |
| 266mMt         | 1230(80) keV        | 1230(80) keV        | 1230(80) keV         | 6(3) ms         |         |                                       |                                 |
| 267Mt          | 109                 | 158                 | 267,13731(58)#       | 10# ms          |         |                                       |                                 |
| 268Mt          | 109                 | 159                 | 268,13873(34)#       | 21(+8−5) ms     | 5+#,6+# |                                       |                                 |
| 268mMt         | 0+X keV             | 0+X keV             | 0+X keV              | 0,07(+10−3) s   |         |                                       |                                 |
| 269Mt          | 109                 | 160                 | 269,13906(59)#       | 200# ms         |         |                                       |                                 |
| 270Mt          | 109                 | 161                 | 270,14066(58)#       | 2# s            |         |                                       |                                 |
| 271Mt          | 109                 | 162                 | 271,14114(61)#       | 5# s            |         |                                       |                                 |
| 272Mt          | 109                 | 163                 | 272,14374(52)#       | 10# s           |         |                                       |                                 |
| 273Mt          | 109                 | 164                 | 273,14491(55)#       | 20# s           |         |                                       |                                 |
| 274Mt          | 109                 | 165                 | 274,14749(60)#       | 20# s           |         |                                       |                                 |
| 275Mt          | 109                 | 166                 | 275,14865(64)#       | 9,7(+460−44) ms |         |                                       |                                 |
| 276Mt          | 109                 | 167                 | 276,15116(73)#       | 0,72(+87−25) s  |         |                                       |                                 |
| 277Mt          | 109                 | 168                 | 277,15242(95)#       | 1# perc         |         |                                       |                                 |
| 278Mt          | 109                 | 169                 | 278,15481(90)#       | 30# perc        |         |                                       |                                 |
| 279Mt          | 109                 | 170                 | 279,15619(77)#       | 6# perc         |         |                                       |                                 |

## Fordítás
Ez a szócikk részben vagy egészben az Isotopes of meitnerium című angol Wikipédia-szócikk ezen változatának fordításán alapul.  Az eredeti cikk szerkesztőit annak laptörténete sorolja fel. Ez a jelzés csupán a megfogalmazás eredetét és a szerzői jogokat jelzi, nem szolgál a cikkben szereplő információk forrásmegjelöléseként.